# Piansano
Piansano là một đô thị ở tỉnh Viterbo trong vùng Latium của Ý, có cự ly khoảng 90 km về phía tây bắc của Roma và khoảng 25 km về phía tây bắc của Viterbo. Tại thời điểm ngày 31 tháng 12 năm 2004, đô thị này có dân số 2.232 người và diện tích là 26,5 km².
Piansano giáp các đô thị: Arlena di Castro, Capodimonte, Cellere, Tuscania, Valentano.